# Frans kiescollege

Frans kiescollege

Het Frans kiescollege of Franstalig kiescollege is een Belgische kiesomschrijving voor de Europese parlementsverkiezingen, naast het Nederlands kiescollege en het Duitstalig kiescollege. Voor de Europese verkiezingen is het in gebruik sinds 1979. In 1994 werd de Duitstalige Gemeenschap afgesplitst in een eigen Duitstalig college met één verkozene. Het Frans kiescollege vaardigt 8 Europarlementariërs af, komende van 11 in 1979.
Het Frans kiescollege is samengesteld uit:
- alle stemgerechtigde inwoners van de gemeenten van het Waals Gewest, met uitzondering van de gemeente Komen-Waasten, aangeduid als de Waalse kieskring.
- de stemgerechtigde inwoners van Komen-Waasten die willen stemmen voor het Frans kiescollege en zo ook deel uitmaken van de Waalse kieskring.
- de stemgerechtigde inwoners van de kieskring Brussel-Hoofdstad en het kieskanton Sint-Genesius-Rode die willen stemmen voor het Frans kiescollege.
- de stemgerechtigde inwoners van Voeren die willen stemmen voor het Frans kiescollege.
- de in het buitenland verblijvende Belgische kiezers die willen stemmen voor het Frans kiescollege.

De verkiezingscoördinatie van het Frans kiescollege gebeurt in Namen.

## Europese Parlementsverkiezingen (1979–heden)

### 1979
| Partij | Partij | Stemmen   | %     | Verandering | Zetels | Zetels |
| ------ | ------ | --------- | ----- | ----------- | ------ | ------ |
|        | PS     | 575.824   | 27,43 | N/A         | 4      |        |
|        | PSC    | 445.912   | 21,24 | N/A         | 3      |        |
|        | FDF-RW | 414.603   | 19,75 | N/A         | 2      |        |
|        | PRL    | 372.904   | 17,76 | N/A         | 2      |        |
|        | Ecolo  | 107.833   | 5,14  | N/A         | 0      |        |
|        | PCB    | 106.023   | 5,05  | N/A         | 0      |        |
|        | Andere | 66.377    | 3,64  | N/A         | 0      |        |
| Totaal | Totaal | 2.099.476 |       |             | 11     |        |

### 1984
| Partij | Partij  | Stemmen   | %     | Verandering | Zetels | Zetels |
| ------ | ------- | --------- | ----- | ----------- | ------ | ------ |
|        | PS      | 762.293   | 34,04 | +6,61       | 5      |        |
|        | PRL     | 540.610   | 24,14 | +6,38       | 3      |        |
|        | PSC     | 436.108   | 19,47 | –0,77       | 2      |        |
|        | Ecolo   | 220.663   | 9,85  | +4,71       | 1      |        |
|        | FDF-CFE | 142.879   | 6,38  | N/A         | 0      |        |
|        | PCB     | 61.605    | 2,75  | –2,30       | 0      |        |
|        | Andere  | 75.456    | 3,37  | –0,27       | 0      |        |
| Totaal | Totaal  | 2.239.614 |       |             | 11     |        |

### 1989
| Partij | Partij  | Stemmen   | %     | Verandering | Zetels | Zetels |
| ------ | ------- | --------- | ----- | ----------- | ------ | ------ |
|        | PS      | 854.207   | 38,13 | +4,09       | 5      |        |
|        | PSC     | 476.795   | 21,28 | +1,81       | 2      |        |
|        | PRL     | 423.479   | 18,90 | –5,24       | 2      |        |
|        | Ecolo   | 371.053   | 16,56 | +6,71       | 2      |        |
|        | ERE-FDF | 85.867    | 3,83  | N/A         | 0      |        |
|        | Andere  | 28.993    | 1,29  | –2,08       | 0      |        |
| Totaal | Totaal  | 2.240.394 |       |             | 11     |        |

### 1994
| Partij | Partij  | Stemmen   | %     | Verandering | Zetels | Zetels |
| ------ | ------- | --------- | ----- | ----------- | ------ | ------ |
|        | PS      | 680.142   | 30,44 | –7,69       | 3      |        |
|        | PRL-FDF | 541.724   | 24,25 | N/A         | 3      |        |
|        | PSC     | 420.198   | 18,81 | –2,47       | 2      |        |
|        | Ecolo   | 290.859   | 13,02 | –3,54       | 1      |        |
|        | FN      | 175.732   | 7,87  | N/A         | 1      |        |
|        | Andere  | 28.993    | 5,62  | +4,33       | 0      |        |
| Totaal | Totaal  | 2.234.264 |       |             | 10     |        |

### 1999
| Partij | Partij  | Stemmen   | %     | Verandering | Zetels | Zetels |
| ------ | ------- | --------- | ----- | ----------- | ------ | ------ |
|        | PRL-FDF | 624.445   | 26,99 | +2,74       | 3      |        |
|        | PS      | 596.567   | 25,78 | –4,66       | 3      |        |
|        | Ecolo   | 525.316   | 22,70 | +9,69       | 3      |        |
|        | PSC     | 307.912   | 13,31 | –5,50       | 1      |        |
|        | FN      | 94.848    | 4,10  | –3,77       | 0      |        |
|        | Vivant  | 55.133    | 2,38  | N/A         | 0      |        |
|        | Andere  | 28.993    | 5,62  | +4,33       | 0      |        |
| Totaal | Totaal  | 2.313.818 |       |             | 10     |        |

### 2004
| Partij | Partij | Stemmen   | %     | Verandering | Zetels | Zetels |
| ------ | ------ | --------- | ----- | ----------- | ------ | ------ |
|        | PS     | 878.577   | 36,09 | +10,31      | 4      |        |
|        | PFF MR | 671.422   | 27,58 | +0,59       | 3      |        |
|        | cdH    | 368.753   | 15,15 | +1,86       | 1      |        |
|        | Ecolo  | 239.687   | 9,84  | –13,86      | 1      |        |
|        | FN     | 181.351   | 7,45  | +3,34       | 0      |        |
|        | Andere | 94.906    | 3,90  | –1,72       | 0      |        |
| Totaal | Totaal | 2.434.693 |       |             | 9      |        |

### 2009
| Partij | Partij | Stemmen   | %     | Verandering | Zetels | Zetels |
| ------ | ------ | --------- | ----- | ----------- | ------ | ------ |
|        | PS     | 714.947   | 29,10 | –6,99       | 3      |        |
|        | MR     | 640.092   | 26,05 | –1,53       | 2      |        |
|        | Ecolo  | 562.081   | 22,88 | +13,03      | 2      |        |
|        | cdH    | 327.824   | 13,34 | –1,79       | 1      |        |
|        | FN     | 87.706    | 3,57  | –3,88       | 0      |        |
|        | Andere | 124.528   | 5,07  | +1,17       | 0      |        |
| Totaal | Totaal | 2.457.178 |       |             | 9      |        |

### 2014
| Partij | Partij | Stemmen   | %     | Verandering | Zetels | Zetels |
| ------ | ------ | --------- | ----- | ----------- | ------ | ------ |
|        | PS     | 714.645   | 29,29 | +0,19       | 3      |        |
|        | MR     | 661.332   | 27,10 | +1,05       | 3      |        |
|        | Ecolo  | 285.196   | 11,69 | –11,19      | 1      |        |
|        | cdH    | 277.246   | 11,36 | –1,98       | 1      |        |
|        | PP     | 145.909   | 5,98  | N/A         | 0      |        |
|        | PTB-GO | 133.811   | 5,48  | N/A         | 0      |        |
|        | FDF    | 82.540    | 3,38  | N/A         | 0      |        |
|        | Andere | 139.367   | 5,71  | +0,64       | 0      |        |
| Totaal | Totaal | 2.440.046 |       |             | 8      |        |

### 2019
| Partij | Partij | Stemmen   | %     | Verandering | Zetels | Zetels |
| ------ | ------ | --------- | ----- | ----------- | ------ | ------ |
|        | PS     | 651.157   | 26,69 | –2,60       | 2      |        |
|        | Ecolo  | 485.655   | 19,91 | +8,22       | 2      |        |
|        | MR     | 470.654   | 19,29 | –7,81       | 2      |        |
|        | PTB    | 355.883   | 14,59 | +9,11       | 1      |        |
|        | cdH    | 218.078   | 8,94  | –2,42       | 1      |        |
|        | DéFI   | 144.555   | 5,92  | +2,54       | 0      |        |
|        | PP     | 113.793   | 4,66  | –1,32       | 0      |        |
| Totaal | Totaal | 2.439.775 |       |             | 8      |        |

### 2024
| Partij | Partij           | Stemmen   | %     | Verandering | Zetels | Zetels |
| ------ | ---------------- | --------- | ----- | ----------- | ------ | ------ |
|        | MR               | 900.413   | 34,88 | +15,59      | 3      |        |
|        | PS               | 529.697   | 20,52 | –6,17       | 2      |        |
|        | PTB              | 397.055   | 15,38 | +0,79       | 1      |        |
|        | Les Engagés      | 368.668   | 14,28 | +5,34       | 1      |        |
|        | Ecolo            | 259.745   | 10,06 | –9,84       | 1      |        |
|        | DéFI             | 75.243    | 2,91  | –3,01       | 0      |        |
|        | Anticapitalistes | 50.758    | 1,97  | N/A         | 0      |        |
| Totaal | Totaal           | 2.581.579 |       |             | 8      |        |

## Rechtstreekse verkiezing Senaat (1995–2014)
Van 1995 tot het Vlinderakkoord in 2011 werd het Frans kiescollege ook gebruikt voor de verkiezing van 15 rechtstreeks verkozen senatoren. Sinds 2014 kent de Senaat geen rechtstreekse verkiezing meer.